# گورستان تخم بلوط سفلی ۱
قبرستان تخم بلوط سفلی ۱ مربوط به عصر مفرغ است و در شهرستان چرداول، بخش هلیلان، سمت چپ سد مخزنی داجیوند، ۱۸۰ متری روستای سفلی واقع شده و این اثر در تاریخ ۷ اسفند ۱۳۸۶ با شمارهٔ ثبت ۲۱۲۸۴ به‌عنوان یکی از آثار ملی ایران به ثبت رسیده است.